# Paul Delecroix
Paul Delecroix (sinh ngày 14 tháng 10 năm 1988) là một cầu thủ bóng đá chuyên nghiệp người Pháp hiện đang thi đấu ở vị trí thủ môn cho câu lạc bộ Niort tại Championnat National.

## Sự nghiệp thi đấu
Sinh ra tại Amiens, Delecroix bắt đầu sự nghiệp tại câu lạc bộ Amiens và có 6 lần ra sân ở giải quốc gia. Anh ta thi đấu cho Niort vào mùa giải 2011-12 và luôn ra sân mọi trận đấu. Hết mùa giải, câu lạc bộ thăng hạng lên Ligue 2 với vị trí á quân ở Championnat National. Sau đó, anh ta gia nhập Niort vào ngày 27 tháng 6 năm 2012, ký hợp đồng 2 năm với đội bóng.
Tháng 5 năm 2016, Delecroix gia nhập FC Lorient bằng bản hợp đồng 3 năm.
Tháng 7 năm 2018, Delecroix gia nhập FC Metz sau khi hết hạn hợp đồng với Lorient.
Tháng 1 năm 2021, Delecroix ký hợp đồng với Annecy.

## Đời tư
Bố của Paul, Jean-Louis là một cầu thủ bóng đá.

## Thống kê sự nghiệp
Tính đến 26 tháng 1 năm 2021
| Câu lạc bộ              | Mùa giải            | Giải đấu               | Giải đấu | Giải đấu | Cúp  | Cúp | Khác | Khác | Tổng cộng | Tổng cộng |
| Câu lạc bộ              | Mùa giải            | Hạng                   | Trận     | Bàn      | Trận | Bàn | Trận | Bàn  | Trận      | Bàn       |
| ----------------------- | ------------------- | ---------------------- | -------- | -------- | ---- | --- | ---- | ---- | --------- | --------- |
| Amiens                  | 2008–09             | Ligue 2                | 2        | 0        | 1    | 0   | 0    | 0    | 3         | 0         |
| Amiens                  | 2009–10             | Championnat National   | 2        | 0        | 3    | 0   | 0    | 0    | 5         | 0         |
| Amiens                  | 2010–11             | Championnat National   | 2        | 0        | 5    | 0   | 1    | 0    | 8         | 0         |
| Amiens                  | Tổng cộng           | Tổng cộng              | 6        | 0        | 9    | 0   | 1    | 0    | 16        | 0         |
| Chamois Niortais (mượn) | 2011–12             | Championnat National   | 38       | 0        | 0    | 0   | 0    | 0    | 38        | 0         |
| Chamois Niortais        | 2012–13             | Ligue 2                | 11       | 0        | 0    | 0   | 1    | 0    | 12        | 0         |
| Chamois Niortais        | 2013–14             | Ligue 2                | 37       | 0        | 3    | 0   | 0    | 0    | 40        | 0         |
| Chamois Niortais        | 2014–15             | Ligue 2                | 36       | 0        | 1    | 0   | 0    | 0    | 37        | 0         |
| Chamois Niortais        | 2015–16             | Ligue 2                | 33       | 0        | 1    | 0   | 1    | 0    | 35        | 0         |
| Chamois Niortais        | Tổng cộng           | Tổng cộng              | 117      | 0        | 5    | 0   | 2    | 0    | 124       | 0         |
| Lorient B               | 2016–17             | CFA                    | 2        | 0        | —    | —   | —    | —    | 2         | 0         |
| Lorient                 | 2016–17             | Ligue 1                | 7        | 0        | 0    | 0   | 1    | 0    | 8         | 0         |
| Lorient                 | 2017–18             | Ligue 2                | 2        | 0        | 0    | 0   | 0    | 0    | 2         | 0         |
| Lorient                 | Tổng cộng           | Tổng cộng              | 9        | 0        | 0    | 0   | 1    | 0    | 10        | 0         |
| Metz                    | 2018–19             | Ligue 2                | 1        | 0        | 5    | 0   | 3    | 0    | 9         | 0         |
| Metz                    | 2019–20             | Ligue 1                | 2        | 0        | 1    | 0   | 1    | 0    | 4         | 0         |
| Metz                    | Tổng cộng           | Tổng cộng              | 3        | 0        | 6    | 0   | 4    | 0    | 13        | 0         |
| Metz B                  | 2019–20             | Championnat National 3 | 1        | 0        | —    | —   | —    | —    | 1         | 0         |
| Metz B                  | 2020–21             | Championnat National 2 | 4        | 0        | —    | —   | —    | —    | 4         | 0         |
| Metz B                  | Tổng cộng           | Tổng cộng              | 5        | 0        | —    | —   | —    | —    | 5         | 0         |
| Annecy                  | 2020–21             | Championnat National   | 17       | 0        | 0    | 0   | —    | —    | 17        | 0         |
| Châteauroux             | 2021–22             | Championnat National   | 4        | 0        | 0    | 0   | —    | —    | 4         | 0         |
| Tổng cộng sự nghiệp     | Tổng cộng sự nghiệp | Tổng cộng sự nghiệp    | 201      | 0        | 20   | 0   | 8    | 0    | 229       | 0         |

## Danh hiệu
Metz
- Ligue 2: 2018–19

Metz B
- Championnat National 3: 2019–20